# Schloßkirchplatz 1
Das denkmalgeschützte Mietwohn- und Geschäftshaus wurde in zwei Bauabschnitten an der Nordseite des Schloßkirchplatzes und Ecke Spremberger Straße in Cottbus errichtet. Paul Sack hatte 1876 das Grundstück erworben und ließ dort ein repräsentatives Gebäude an der Ecke zum Katharinengässchen 1878/79 errichten.

## Ursprungsgebäude – Schloßkirchplatz 1

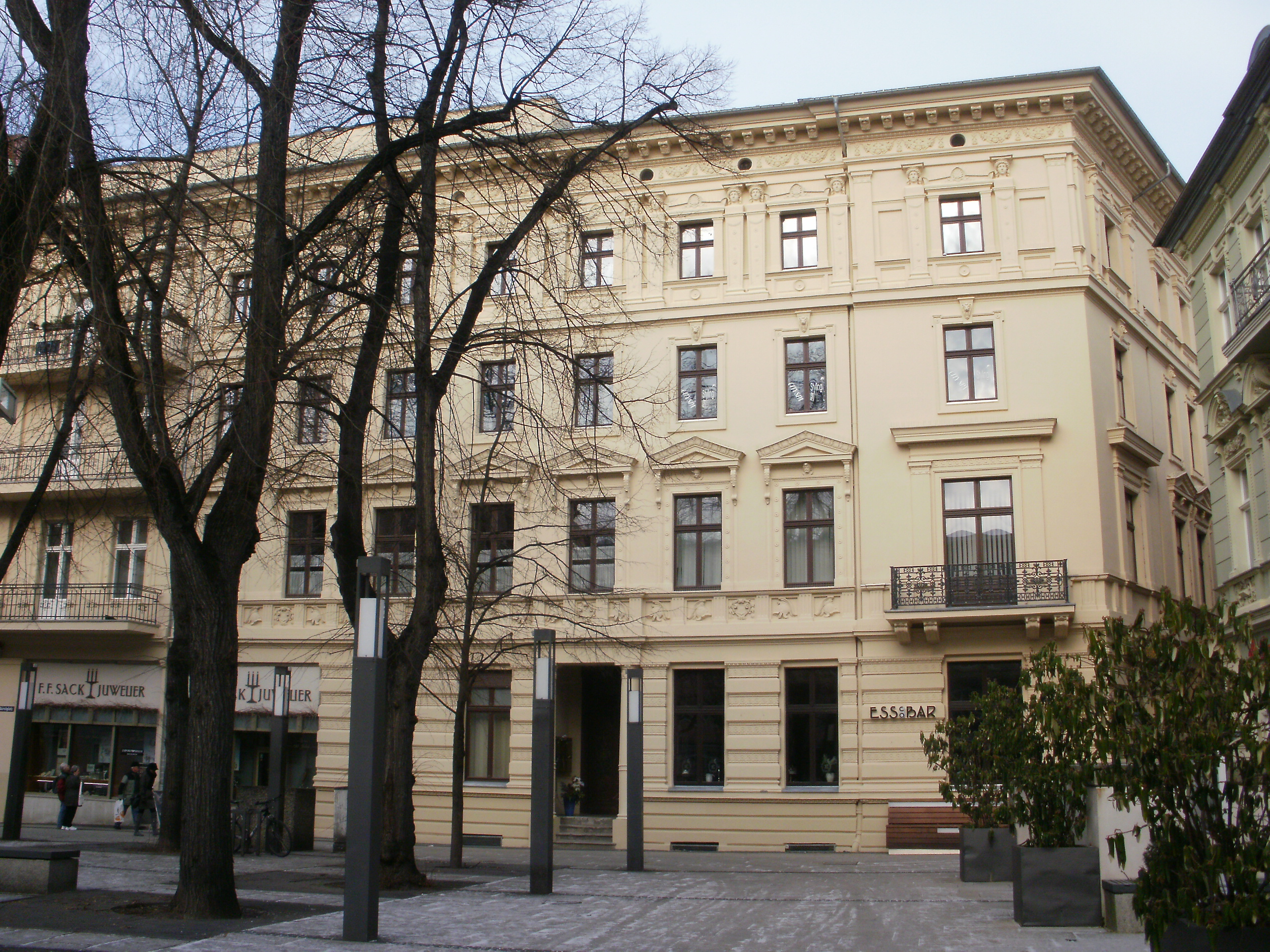
Schloßkirchplatz 1

Als der Erweiterungsbau 1910 begann, wurde im selben Atemzug das Mietwohnhaus von 1878/79 mittels Balkone und Umbau der Erdgeschosszone aufgewertet. 1897 wurde im östlichen Erdgeschossbereich das erste Restaurant „Zum Freischütz“ durch Moritz Möbius eröffnet. Im Jahr 1944 wurde das Dach ausgebaut und 1950 die Schaufensteranlage im durch die Baufirma Pabel & Co. für Richard Sack umgestaltet. Bis zur heutigen Zeit hat das Juweliergeschäft F. F. Sack (benannt nach Franz Friedrich Sack) hier seine Verkaufsräume. 1993/94 wurde das Gebäude modernisiert und die Fassade restauriert.
Das Bauwerk ist ein viergeschossiges, elfachsiges Mietwohnhaus, dass auf einem L-förmigen Grundriss steht und von einer prächtigen dekorativen Fassade geprägt ist. Entlang des Katharinengässchens hat das Bauwerk weitere vier Achsen. Im Erdgeschoss links gibt es zwei Schaufenster und einen Geschäftseingang, die zum Juweliergeschäft F.F. Sack gehören. Ferner ist das Erdgeschoss über einem genuteten Sockel horizontal durch abwechselnd glatte und ornamentierte Quader stark plastisch modelliert. Das westliche Eingangsportal besitzt zwei Säulen sowie korinthische Kapitelle und die Eingangstür von 1910 hat ein hohes Oberlicht als auch Glaseinsätze mit Schutzgitter in jugendstil-linearen Formen im oberen Teil. Das östliche Portal ist weiter in der Fassade zurückgesetzt und wird von zwei Säulen, die von einem Friesband überzogene Kapitellen besitzen, flankiert. Das Türblatt hat ein reiches florales Schnitzwerk, die Verglasung ist mit einer feinen eisernen Rankenwerkvergitterung versehen.
Ein Triglyphenfries trennt das Erdgeschoss und ein Gesimsband das oberste Geschoss ab. Balkone mit schmiedeeisernen Geländern sind an allen Geschossen der linken Außenachse zu finden. Die Fenster des Gebäudes variieren von Stockwerk zu Stockwerk: Im ersten Obergeschoss sind die Faschen mit Rosetten besetzt und die Verdachung ist aus stark plastischen Dreiecksgiebeln mit schmuckvollen Konsolen sowie plastisch ausgebildeten Masken geformt. Eine geohrte Putzrahmung und ein Löwenmaul-Schlussstein sind im zweiten Obergeschoss zu finden. Im obersten Geschoss sind die Fenster vollständig von Bauschmuck umrahmt. Es gibt dort eine seitliche Rahmung durch Hermenpilaster, Brüstungsfelder mit Rosetten und Verdachungen mit Akroterien. Des Weiteren gibt es ein stark vorkragendes Kranzgesims und darunter einen Perlstab sowie ein Fries mit Fruchtgehängen.
Der Bauteil von 1900 ist auch mit der westlichen Treppe erschlossen. Hier handelt es sich um eine gewendelte Konstruktion mit einem Metallgeländer, welche vollständig erhalten ist. Innerhalb der Spindel ist ein erneuerter Fahrstuhl vorhanden. Im Eingangsflur, der einstige Zugang zum Geschäft, sind Vedutenmalereien zu finden. Die östliche Holztreppenanlage mit hölzernen Balustern, des älteren Gebäudes, ist schlichter gearbeitet.

## Erweiterungsbau von 1910 – Spremberger Straße 5
Im Jahr 1910 wurde im Auftrag von Franz Sack ein Mietwohn- und Geschäftshausanbau im barocken Stil gebaut. Der Entwurf wurde durch den Architekten Paul Sack konzipiert. Die Bauausführung übernahm das Baugeschäft Hermann Pabel & Co. Im Jahr 1944 gab es eine Dachausbau und 1993/94 wurde eine Gebäudemodernisierung und Fassaden Restaurierung durchgeführt. Der Erweiterungsbau hat ein Mansarddach. Durch ein Sohlbankgesims wirkt das mit Elbsandstein-Platten verkleidete Erdgeschoss optisch überhöht. Die Aufschrift „F.F. Sack Juwelier“ ist über den drei flachbogigen Schaufenstereinschnitten zu sehen. Der an den oberen Etagen angebrachte Bauschmuck, die Lisenen, Fensterrahmungen und Gesimse sind ebenfalls aus Naturstein. Die symmetrisch gegliederte dreiachsige Fassade zur Spremberger Straße hat einen mittleren, schwach vortretenden Runderker unter einem Rundhelm. Darüber befindet sich ein verschindeltes Zwerchhaus. Die dreiachsige Ansicht zum Schloßkirchplatz wird von einem über die Traufe ragenden viergeschossigen, auf mächtigen Konsolen ruhenden Seitenerker unter einer Glockenhaube geprägt. Weiterhin beleben Fenstervariationen, wie z. B. Drillingsfenster, die Ansicht des Hauses.

## Bedeutung
Das Mietwohnhaus von 1878/79 gehört wegen seiner üppigen Schmuckformen und imposanten Größe zu einem Meilenstein historischer Baukunst in Cottbus.
Der Erweiterungsbau von 1900 zeugt durch die sogenannte „Reformarchitektur“ vom hohen Repräsentationsanspruch seines Besitzers.
Die architektonische und künstlerische Qualität der Gebäude wird durch ausgewogenen Gebäudeproportionen, die Fassadenstruktur und das effektvolle Formen- und Materialzusammenspiel gezeigt.